# Heinrich von der Becke
Heinrich von der Becke (* 20. März 1913 in Dresden; † 25. Juni 1997 in Berlin) war ein deutscher Sportfotograf. Seine Bilder von Jesse Owens zu den Olympischen Spielen 1936 sind weltweit bekannt. Im Laufe seines Lebens schuf Heinrich von der Becke etwa 65.000 Schwarzweiß-Abzüge, 1,2 Millionen Negative, etwa 2000 Farbfilme mit einer dazugehörigen Kartei und umfangreiche Filmlegenden. Als eines der bekanntesten Markenzeichen gilt seine Schiebermütze.

## Leben
Von einem Erbonkel aus Dresden bekam Heinrich von der Becke als 12-Jähriger seine erste Kamera, eine Agfa Billy, geschenkt. Mit dieser entstanden die ersten gelungenen Fotoaufnahmen. Mit dem Ziel, Pressefotograf zu werden, unterzeichnete er 1928 einen Lehrvertrag bei der Sportbildagentur Max Schirner, dem bekannten „Altmeister der Berliner Sportfotografie“. Seine ersten Aufnahmen machte Heinrich von der Becke bei den „Berliner Meisterschaften im Waldlauf“ mit einer 9/12-Plattenkamera. Bei diesem Ereignis entstand sein erstes Sportfoto, welches in einer Zeitung veröffentlicht wurde.
Heinrich von der Becke wechselte 1935 von der Sportbildagentur Max Schirner zur Pressebildzentrale Berlin, wo er bis 1939 arbeitete. Vom Beginn des Zweiten Weltkrieges an war er Panzerjäger beim Infanterieregiment 68. Nach dem Überfall auf Polen und seinem Einsatz am Westwall wurde er bedingt durch mehrere Verwundungen und nach Rehabilitation an der „Kriegsschule Potsdam“ und „Kriegsschule in Schwerin“ als Infanterist eingesetzt. Diese verließ er am 1. April 1945 und ließ sich in Berlin nieder.
Ab 1945 arbeitete er zeitweise für die „Berliner Zeitung“ und unternahm hierfür Reportagereisen in die sowjetisch besetzten Zonen. Am 18. Oktober 1945 meldete er sein Gewerbe als Pressefotograf an und eröffnete zusammen mit seiner Frau Theresia seine Geschäftsräume am Lietzenseeufer 3 in Berlin-Charlottenburg. In den ersten Jahren nach Kriegsende beschäftigte sich Heinrich von der Becke überwiegend mit Dokumentationen über Zerstörung und Wiederaufbau in den vier Sektoren Berlins. Ab ca. 1950 wurden u. a. die Berliner Zeitungen „Der Tagesspiegel“, „Berliner Morgenpost“, „Neues Deutschland“, „Tribüne“ oder „B.Z.“ zu den festen Abnehmern seiner Arbeiten, er selber konzentrierte sich aber immer mehr auf die Sportfotografie. In der Folgezeit konnte man ihn bei allen wichtigen Ereignissen in und außerhalb der Stadt Berlin antreffen. Für seine Sportaufnahmen kam dabei stets eine „Exakta Varex“ zum Einsatz. Zu seiner gängigen Ausrüstung gehörten darüber hinaus eine „Rolleicord“ im Format 6 × 6 cm und später eine „Rolleiflex Synchro-Compur“.
Bis 1976 nahm er als Fotograf an 15 Olympischen Sommer- und Winterspielen teil. Hierbei standen eine Vielzahl von Prominenten vor seiner Kamera, u. a. Max Schmeling, Bubi Scholz, die Laufidole Paavo Nurmi und Emil Zátopek, Sepp Herberger und Sonja Henie.
Mit der Hingabe, mit der er sich dem Sport widmete, entstanden in dem langen Zeitraum seines Wirkens Bilder über die Entwicklung seiner Heimatstadt Berlin. Herausragend sind unter anderem seine Aufnahmen vom 17. Juni 1953, vom Bau und Verlauf der Berliner Mauer ab 1961 und vom Besuch des damaligen US-Präsidenten John F. Kennedy in West-Berlin 1963.
Bis 1992 war er noch als Sportfotograf tätig und widmete sich aber auch danach der Fotografie. Die Berliner Stadtansichten, im Juli 1995 vom Berliner Funkturm aufgenommen, gehören zu seinen letzten Arbeiten.
Heinrich von der Becke starb nach kurzer, schwerer Krankheit im Juni 1997 in Berlin. Im gleichen Jahr erwarb das Sportmuseum Berlin sein komplettes Bildarchiv und große Teile seiner Foto- und Laborausrüstung. In der Ausstellung „Picasso mit der Kamera“ (Sportmuseum Berlin) wurden diverse Aufnahmen von ihm ausgestellt.
Aus seiner Ehe mit Theresia „Thea“ von der Becke (* 13. April 1911; † 5. Mai 2008) entstammen die drei Kinder Georg, Lutz und Wolfgang.
Jeweils jährlich verleiht der Stadtsportverband Sankt Augustin (Bonn) den „Heinrich von der Becke-Preis“.